# Omar Mendoza
'Omar Mendoza Martín  (Hidalgo, México, 28 de octubre de 1988). Es un futbolista mexicano como lateral por derecha, actualmente juega con Queretaro fútbol clubde la liga MX.

## Trayectoria
Su primer club fue Cruz Azul Hidalgo donde ha militado toda su carrera. Posteriormente fue contratado por el Club Zacatepec en 2014.
En 2015 tuvo que retirarse temporalmente por una lesión grave (una fractura interna) causada en la clausura 2015 en el partido de Club Zacatepec vs Atlético San Luis.
En el apertura 2016 regresó en el Club Zacatepec.

## Clubes
| Club                  | País   |                 |
| --------------------- | ------ | --------------- |
| Cruz Azul Hidalgo     | México | 2010 - 2014     |
| Club Zacatepec        | México | 2014 - 2015     |
| Cruz Azul Fútbol Club | México | 2015 - Presente |